# Theresia-van-het-kind-Jezuskerk (Kronenberg)
De Theresia-van-het-kind-Jezuskerk is de rooms-katholieke parochiekerk van Kronenberg in de Nederlands Noord-Limburgse gemeente Horst aan de Maas. 

## Geschiedenis
De parochie werd in 1930 gesticht en een jaar later, in 1931 werd de kerk gebouwd naar een ontwerp van Hendrik Willem Valk. In 1943 kreeg de kerk een orgel, gebouwd door Verschueren uit Heythuysen.
Vanwege de bijzondere trapgevel die de toren bezit, is het gebouw aangemerkt als rijksmonument.